# 三浦真理子
三浦 真理子（みうら まりこ、1986年〈昭和61年〉4月22日 - ）は、日本の女性モデル・タレント・レースクイーン。福岡県福岡市出身。血液型はB型。
所属事務所はPEACH（ケイダッシュ系列）の後、2009年よりプラチナムプロダクションに所属していたが、現在はフリーで活動。ただし、レースクイーン関係の仕事のみモデルエージェンシー「有限会社フォルテシモ」がマネジメントしている。

## 人物・略歴
- 2009年（平成21年）9月、アツギ「ミラキャラットガール」に選出。3期生ミラキャラットガールのパッケージ「ナチュスト」ストッキング、タイツが発売される。
- 2010年（平成22年）9月、ゴルフ雑誌 「ゴルフトゥディ」（三栄書房）の「GTBイメージガール」に選出される。また、同年には「Real B voice Girl」になり、主にSUPERGT開催時のサーキットでモデルとして「Real B voice」製品のPR活動を行なった[4][5]。但し、SUPERGTでは35号車LEXUS TEAM KRAFTの「専属」だったため、メディアでは2010年の時点で「新人レースクイーン」と紹介された場合もある[6]。
- 書道十段。高校時代は華道部に入っていた[7]。
- 弟が2人いる[8]。
- 愛犬（ミニチュアシュナウザー）の名は「ロナウド」で、サッカーブラジル代表選手から命名された[9]。
- 2014年（平成26年）にはレースクイーンに選出、「Real B voice Girl」以来４年ぶりのサーキット復帰となる。

## 出演・主な活動

### テレビドラマ
- ファースト・キス（フジテレビ、2007年7月30日放送分）[10]
- 黒い太陽 （テレビ朝日、'07スペシャル版）[11]
- ウォーキン☆バタフライ （テレビ東京、2008年7月 - 9月） - 北山馨 役[12]

### バラエティ番組
- 日めくりタイムトラベル（NHK-BS2）

### CM
- とらばーゆ「ずっと女の味方篇」（東海・近畿地区）[13]
- 大関IKEZO「美女暦OL女子会篇」（BSフジ）[14]

### ショー
- ガールズアワード2010

### イベント
- 東京オートサロン2011「avexキャンペーンガール」（2011年1月、幕張メッセ）他メンバー：高橋としみ、橋本雪乃、宇井小百合、清田絵里加、渡辺萌依子、荒金千恵、熊乃あい[15]
- 東京オートサロン2015「C-WEST」ブース（2015年1月、幕張メッセ）[16][17]

### レースクイーン
- 2014年　SUPERGT「LEXUS TEAM PETRONAS TOM'S バンテリンレースクイーン」およびスーパーフォーミュラ「PETRONAS TEAM TOM'S バンテリンレースクイーン」[18]

### Webサイト
- 美女暦（2010年4月26日、9月26日、9月27日）